# Anolis spectrum
Anolis spectrum е вид влечуго от семейство Dactyloidae. Видът е почти застрашен от изчезване.

## Разпространение и местообитание
Разпространен е в Куба.
Обитава гористи местности и храсталаци.